# Karol Stuart (1660–1661)
Karol Stuart (ang. Charles; ur. 22 października 1660 w Londynie, zm. 5 maja 1661 w Londynie) – książę Cambridge. Był pierwszym dzieckiem ówczesnego księcia Yorku, późniejszego króla Anglii i Szkocji, Jakuba II Stuarta, oraz jego pierwszej żony, Anny Hyde.

## Życiorys
Został poczęty na kilka miesięcy przed oficjalnym ślubem jego rodziców. Urodził się 22 października 1660 roku jako pierwsze dziecko ówczesnego księcia Yorku, późniejszego króla Anglii i Szkocji, Jakuba II Stuarta, oraz jego pierwszej żony, Anny Hyde. Na chrzcie, który odbył się 1 stycznia 1661 roku w Worcester Park House otrzymał imię Karol (ang. Charles). Imię to nosił jego dziadek ze strony ojca, król Karol I Stuart, a także jego stryj, król Karol II Stuart. Kilka miesięcy później zachorował na ospę, przez co zmarł 5 maja 1661 roku w Whitehall. Został pochowany następnego dnia w Opactwie Westmisterskim.

## Genealogia
| Prapradziadkowie                           | Henryk Stuart (1545–1567) ∞1565 Maria I Stuart (1542–1587)        | Fryderyk II Oldenburg (1534–1588) ∞1572 Zofia meklemburska (1557–1631) | Antoni de Bourbon (1518–1562) ∞1548 Joanna d'Albret (1528–1572)   | Franciszek I Medyceusz (1541–1587) ∞1565 Joanna Habsburg (1547–1578) | Lawrence Hyde ∞ Anna Sibell                             | Edward Langford ∞ Maria Hyde                            | Wilhelm Aylesbury ∞ Anna Poole                          | Franciszek Denman ∞ Anna Blount                         |
| Pradziadkowie                              | Jakub I Stuart (1566–1625) ∞1589 Anna Duńska (1574–1619)          | Jakub I Stuart (1566–1625) ∞1589 Anna Duńska (1574–1619)               | Henryk IV Wielki (1553–1610) ∞1600 Maria Medycejska (1575–1642)   | Henryk IV Wielki (1553–1610) ∞1600 Maria Medycejska (1575–1642)      | Henryk Hyde ∞ Maria Langford                            | Henryk Hyde ∞ Maria Langford                            | Tomasz Aylesbury ∞ Anna Denman                          | Tomasz Aylesbury ∞ Anna Denman                          |
| Dziadkowie                                 | Karol I Stuart (1600–1649) ∞1625 Henryka Maria Burbon (1609–1669) | Karol I Stuart (1600–1649) ∞1625 Henryka Maria Burbon (1609–1669)      | Karol I Stuart (1600–1649) ∞1625 Henryka Maria Burbon (1609–1669) | Karol I Stuart (1600–1649) ∞1625 Henryka Maria Burbon (1609–1669)    | Edward Hyde ∞ Frances Hyde                              | Edward Hyde ∞ Frances Hyde                              | Edward Hyde ∞ Frances Hyde                              | Edward Hyde ∞ Frances Hyde                              |
| Rodzice                                    | Jakub II Stuart (1633–1701) ∞1660 Anna Hyde (1637–1671)           | Jakub II Stuart (1633–1701) ∞1660 Anna Hyde (1637–1671)                | Jakub II Stuart (1633–1701) ∞1660 Anna Hyde (1637–1671)           | Jakub II Stuart (1633–1701) ∞1660 Anna Hyde (1637–1671)              | Jakub II Stuart (1633–1701) ∞1660 Anna Hyde (1637–1671) | Jakub II Stuart (1633–1701) ∞1660 Anna Hyde (1637–1671) | Jakub II Stuart (1633–1701) ∞1660 Anna Hyde (1637–1671) | Jakub II Stuart (1633–1701) ∞1660 Anna Hyde (1637–1671) |
| Karol Stuart (1660–1661), książę Cambridge |                                                                   |                                                                        |                                                                   |                                                                      |                                                         |                                                         |                                                         |                                                         |